# Коул, Ричи (музыкант)
Ричи Коул (англ. Richie Cole, 29 февраля 1948, Трентон — 2 мая 2020, Карнеги, Пенсильвания) — американский джаз-саксофонист, композитор и аранжировщик.

## Биография
Начал играть на альт-саксофоне в возрасте 10 лет. Его тогда поддержал отец, который владел джаз-клубом в Нью-Джерси.
Ричи окончил среднюю школу Юинга в Нью-Джерси. Талант и преданность музыке под влиянием Сонни Роллинза и Чарли Паркера помогли Коулу получить стипендию. Благодаря стипендии журнала Downbeat Magazine он посещал Музыкальную школу Беркли в Бостоне.
В 1969 году он присоединился к Big Band барабанщика Бадди Ричи. После работы с Лайонелом Хэмптоном и Доком Северинсеном, он собрал свой собственный квинтет и в конце 1970-х — начале 1980-х отправился в мировое турне по продвижению бибопа и своего собственного стиля «альт-безумие». В 1990 году основал Alto Madness Orchestra.
Коул записал ряд песен с такими артистами, как Эдди Джефферсоном, Нэнси Уилсон, Томом Уэйтсом, The Manhattan Transfer, Хэнком Кроуфордом, Фредди Хаббардом, Эриком Клоссом, Бобби Энрикесом, Филом Вудсом, Сонни Ститтом, Арт Пеппер и Бутс Рэндольф. Он записал более пятидесяти альбомов, включая его альбомы «Голливудское безумие» (Muse, 1979) и Richie Cole Plays West Side Story (Music Masters, 1997), посвященный Леонарду Бернштейну.
Был членом Правления Национальной организации джазовой службы и Правления Национального фонда искусств, где занимал пост председателя в течение одного года. Был членом-учредителем Международной ассоциации преподавателей джаза.
В 2005 году был награждён Сертификатом Конгресса штата Калифорния за заслуги в области джаза от имени Джазового общества Темекула. Жил и работал в Карнеги (пригород Питтсбурга), штат Пенсильвания.